# Тукура, Майкл
Майкл Тукура́ (англ. Michael Tukura; 19 октября 1988, Абуджа) — нигерийский футболист, полузащитник.

## Карьера
Начал заниматься футболом в нигерийском «Спортс Джос». В 2007 году подписал контракт с клубом «Викки Туристс» из нигерийского города Баучи, а летом 2008 года был отдан в аренду на 10 месяцев израильскому «Хакоа Рамат Гану». Летом 2009 года футболист был подписан «Маккаби Ахи» из израильского города Назарет. В апреле 2010 года переехал в латвийский «Вентспилс». 31 августа 2011 года заключил арендное соглашение с казанским «Рубином». По истечении срока соглашения Майкл вернулся в «Вентспилс», так и не проведя в составе казанцев ни одного матча. 26 июля 2012 года стал игроком румынского клуба «Васлуй», подписав двухлетний контракт.